# Filip Prospero, Prinț de Asturia
Filip Prospero, Prinț de Asturia (spaniolă Felipe Próspero José Francisco Domingo Ignacio Antonio Buenaventura Diego Miguel Luis Alfonso Isidro Ramón Víctor; 28 noiembrie 1657 –  1 noiembrie 1661) a fost primul copil de sex masculin al regelui Filip al IV-lea al Spaniei și a celei de-a doua soții, Mariana de Austria. Spania nu avea moștenitor de la decesul cu 11 ani înainte a Prințului Baltasar Carlos, fiul lui Filip al IV-lea și a primei soții, Elisabeta a Franței, și problema succesiunii lui Filip devenise o chestiune de rugăciune fierbinte și de anxietate.

## Biografie
După moartea timpurie a lui Baltasar Carlos, Filip a rămas cu fiica sa Maria Tereza ca moștenitoare prezumptivă. La începutul anului 1657, astrologii l-au asigurat pe Filip că i se va naște un alt copil, că va fi băiat și că va trăi. Romano catolic strict și devotat, Filip a mâncat doar ouă în prima zi a Privegherii de prezentare a Fecioarei, în speranța de a oferi soției sale într-adevăr un copil de sex masculin.  Într-adevăr, la 28 noiembrie în același an, la ora 11:30 dimineața, Mariana de Asturia a născut un fiu. Curând după naștere ea s-a îmbolnăvit de febră puerperală însă nimeni nu părea să bage de seamă, toți se bucurau de nașterea unui moștenitor de sex masculin.
Potrivit obiceiului romano catolic, copilul a fost numit numai "prințul" până la botez. Astrologii au prezis doar măreție pentru viitorul său, în timp ce Filip nu era sigur că a mulțumit lui Dumnezeu suficient pentru această bucurie imensă. Într-o scrisoare către prietena sa María de Jesús de Ágreda, el a scris că "noul născut face bine" dar, de asemenea, a făcut o referire la amărăciunea pentru decesul fiului său cel mare. La 6 decembrie 1657, Filip a mers călare pe străzile decorate ale Madridului, unde pregătirile pentru botezul prințului erau aproape gata: dansuri, măști și muzică l-au întâmpinat pe Rege.
Botezul a avut loc o săptămână mai târziu, la 13 decembrie. Slujba a fost ținută de arhiepiscopul de Toledo. Apa a fost adusă din râul Iordanului de călugări care s-u întors recent din Iordania. Barrionuevo, un cronicar al timpului, a scris: "prințul a țipat din răsputeri când a fost botezat și Regele a exclamat 'Ah! sună bine; casa miroase din nou a bărbat acum'". Botezul l-a costat pe Filip 600.000 de ducați.
Din cauza generațiilor de consangvinizare (mama lui era nepoata tatălui său), Filip Prospero suferea de epilepsie. Endogamia a fost atât de răspândită în cazul său încât toți cei opt străbunici erau descendenți ai Ioanei a Castiliei și ai Arhiducelui Filip al Austriei.
Nașterea lui Filip Prospero a fost întâmpinată cu multă bucurie, nu numai din cauza sexului copilului, dar și pentru că a pus capăt diverselor dispute dinastice care ar fi venit după căsătoriile fiicelor lui Filip (cum Filip nu avea un fiu, cel mai probabil ginerii s-ar fi luptat pentru tronul Spaniei). Astfel, în 1658, Filip Prospero a fost investit în funcția de moștenitor al tatălui său și de Prinț de Asturia. El nu s-a bucurat de o sănătate bună și purta constant o amuletă, amuletă care este prezentă și în portretului pe care  Velázquez i l-a făcut.
În 1659 prim-miniștrii ai Franței și Spaniei au negociat sfârșitul ostilităților dintre țările lor timp de doi ani; acum Spania avea un moștenitor, putea să fie de acord să consolideze pacea prin căsătoria fiicei celei mari Maria Tereza cu regele Ludovic al XIV-lea. Rezultatul negocierilor a fost Tratatul de la Pyrenees, care a stabilit Franța ca noua putere dominantă a lumii.
Filip Prospero a fost bolnav de ceva timp înaintea decesului din noiembrie 1661. El a suferit de epilepsie și avea o sănătate precară probabil din cauza sistemului imunitar slab din cauza generațiilor de consangvinizare. Regele a adus în palat o relicvă a Sfântului Diego din Alcalá în speranța vindecării moștenitorului său. La 1 noiembrie 1661, el a murit în urma unei crize puternice de epilepsie. Cinci zile mai târziu, s-a născut fiul cel mic al regelui și ultimul copil, Infantele Carlos. El a urcat pe tron după moartea tatălui său.